# 613 mandamientos
Según la tradición judía, la Torá contiene 613 mandamientos' (en hebreo: תרי״ג מצוות‎, romanizado: taryag mitzvot). Esta tradición se registra por primera vez en el siglo III D.d.C, cuando Rabí Simlai lo mencionó en un sermón que se recoge en el Talmud Makot 23b. Otros sabios clásicos que sostienen esta opinión son el rabino Simeón ben Azzai y el rabino Eleazar ben Yose el Galileo. Se cita en el Midrash Éxodo Rabá 33:7, Números Rabbah 13:15-16; 18:21 y Talmud Yevamot 47b. Los 613 mandamientos incluyen "mandamientos positivos", para realizar un acto (mitzvot aseh), y "mandamientos negativos", para abstenerse de un acto (mitzvot lo taaseh). Los mandamientos negativos son 365, que coinciden con el número de días del año solar, y los mandamientos positivos son 248, número atribuido al número de huesos y órganos principales del cuerpo humano.
Aunque el número 613 se menciona en el Talmud, su significado real aumentó en la literatura rabínica medieval posterior, incluyendo muchas obras que enumeran u ordenan las mitzvot. La más famosa de ellas fue una enumeración de los 613 mandamientos de Maimónides. Aunque el número total de mandamientos es de 613, ningún individuo puede cumplirlos todos. Muchos sólo pueden cumplirse en el Templo de Jerusalén, que ya no existe. Según un cálculo estándar, hay 77 mandamientos positivos y 194 negativos que se pueden cumplir hoy en día, de los cuales hay 26 mandamientos que sólo se aplican dentro de la Tierra de Israel. Además, algunos mandamientos sólo se aplican a ciertas categorías de judíos: algunos sólo son observados por kohanim, y otros sólo por hombres o por mujeres.

## Simbolismo del 613

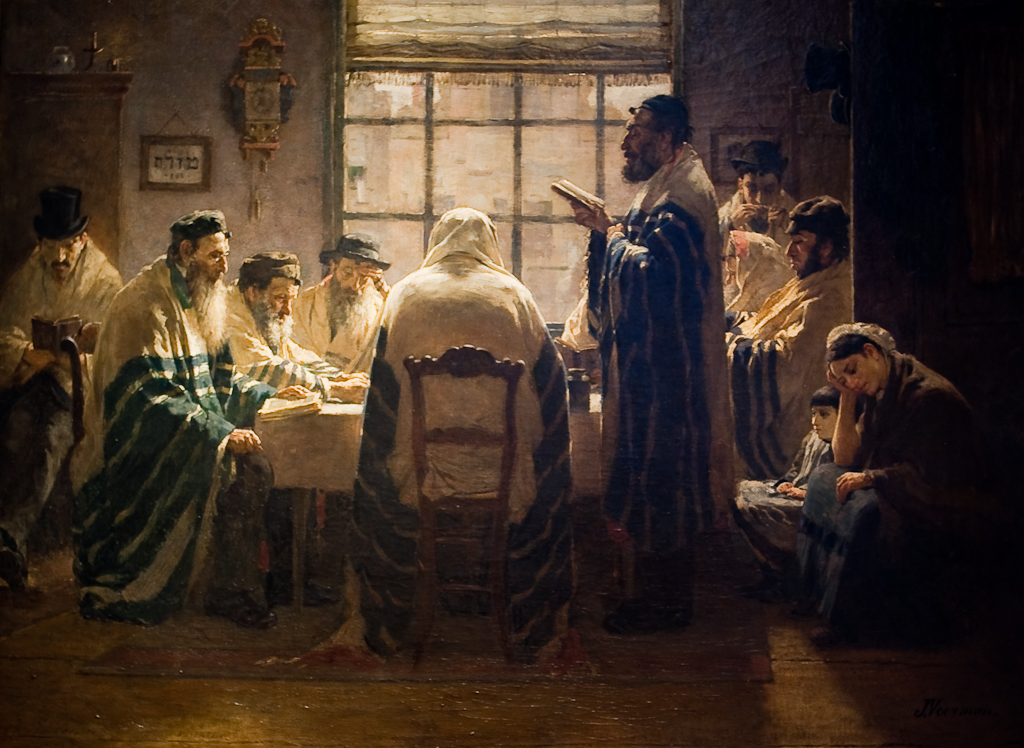
De Rouwdagen (Los días de luto) por Jan Voerman, ca 1884

Rav Hamnuna fundamentó la cuenta de 613 en el Versículo 33:4. ("Moisés nos ordenó la Torá..."). El Talmud señala que el valor numérico hebreo (gematria) de la palabra Torá es 611 (ת  = 400, ו = 6, ר = 200, ה = 5). Combinando los 611 mandamientos que Moisés enseñó al pueblo, con los dos primeros de los Diez Mandamientos que fueron los únicos escuchados directamente de Dios, se llega a un total de 613.
Otras fuentes relacionan los tzitzit (flecos rituales de una prenda de vestir) con los 613 mandamientos por gematría: la palabra tzitzit (hebreo: ציצית, en su ortografía Mishná) tiene el valor 600 (צ = 90, י = 10, ת = 400). Cada borla tiene ocho hilos (cuando se dobla) y cinco conjuntos de nudos. La suma de todos estos números es 613, lo que refleja el concepto de que tzitzit recuerda a su portador todos los mandamientos de la Torá.
Muchas obras judías filosófica y mística (por ejemplo, de Baal HaTurim, el Maharal de Praga y líderes del judaísmo jasídico) encuentran alusiones y cálculos inspiradores relacionados con el número de mandamientos.

## Disenso y dificultades
El apoyo rabínico a que el número de mandamientos sea 613 no está exento de disensiones. Por ejemplo, Ben Azzai sostenía que existen 300 mitzvot positivos. Además, aun cuando el número fue ganando aceptación, surgieron dificultades para dilucidar la lista. Algunos rabinos declararon que este recuento no era una tradición auténtica, o que no era lógicamente posible llegar a un recuento sistemático. Ninguna obra temprana de ley judía o comentario bíblico dependía del sistema 613, y ningún sistema temprano de principios judíos de fe hacía normativa la aceptación de esta Aggadah (declaración talmúdica no legal). Varias autoridades clásicas negaron que fuera normativa:
- El rabino Abraham ibn Ezra negó que se tratara de una auténtica tradición rabínica. Ibn Ezra escribe "Algunos sabios enumeran 613 mitzvot de muchas maneras diversas [...] pero en verdad no hay fin al número de mitzvot [...] y si contáramos sólo los principios raíz [...] el número de mitzvot no llegaría a 613".[9]
- Nahmánides sostuvo que este conteo en particular era un asunto de controversia rabínica, y que la opinión rabínica al respecto no es unánime. No obstante, admite que "este total ha proliferado en toda la literatura agádica... deberíamos decir que fue una tradición de Moisés en el Monte Sinaí".[10]
- El rabino Simeón ben Zemá Durán rechazó igualmente el dogma de las 613 como suma de la Ley, diciendo que "tal vez el acuerdo de que el número de mitzvot es 613... es sólo la opinión del rabino Simlai, siguiendo su propia explicación del mitzvot. Y no necesitamos confiar en su explicación cuando llegamos a determinar [y afectar] la Ley, sino más bien en las discusiones talmúdicas".[11]
- Gersonides sostenía que el número 613 era sólo la opinión de un rabino (el rabino Simlai), y si la conclusión de una discusión talmúdica indicaba que el número de mandamientos era mayor o menor que 613, la opinión del rabino Simlai sería anulada.[12] Argumentaba que el número 613 sólo pretendía ser una aproximación, y que la comparación con 248 miembros y 365 días tenía una intención homilética, para motivar a los judíos a cumplir los mandamientos.
- El Gaón de Vilna sugirió que existen muchos más de 613 mandamientos (porque de lo contrario grandes partes narrativas del Pentateuco estarían sin mandamientos, lo que consideraba difícil de aceptar) y que la cuenta de 613 se refiere a "raíces" (shorashim) de los otros mandamientos.[13]

Incluso cuando los rabinos intentaron compilar una lista de los 613 mandamientos, se encontraron con una serie de dificultades:
- ¿Qué afirmaciones debían incluirse entre los 613 mandamientos? ¿Cada uno de los mandamientos de Dios a un individuo o a todo el pueblo de Israel?
- ¿Se contaría una orden de Dios como mandamiento, a efectos de dicha lista, si sólo pudiera cumplirse en un lugar y momento? O bien, ¿sólo contaría como mandamiento si pudiera cumplirse en todo momento? (Esta última es la opinión de Maimónides.)
- ¿Cuenta un solo mandamiento depende de si cae dentro de un solo Versículo, a pesar de que puede contener múltiples prohibiciones, o debe cada prohibición contar como un solo mandamiento?

En última instancia, sin embargo, el concepto de 613 mandamientos se ha aceptado como norma entre los judíos practicantes y hoy en día sigue siendo una práctica común referirse al sistema total de mandamientos dentro de la Torá como los "613 mandamientos", incluso entre aquellos que no aceptan literalmente este recuento como exacto.
Sin embargo, los 613 mitzvot no constituyen un código formal de la halakha actual. Códigos de derecho posteriores como el Shulján Aruj y el Kitzur Shulján Aruj no hacen referencia a él. Sin embargo, Maimónides' Mishneh Torah de Maimónides está precedido por un recuento de las 613 mitzvot.

## Obras que enumeran los mandamientos
No existe una lista definitiva que explique los 613 mandamientos. Las listas difieren, por ejemplo, en cómo interpretan pasajes de la Torá que pueden leerse como si tratasen varios casos bajo una sola ley o varias leyes separadas. Otros "mandamientos" de la Torá se restringen como actos de una sola vez, y no se considerarían como "mitzvot" vinculantes para otras personas. En literatura rabínica, Rishonim y eruditos posteriores compusieron para articular y justificar su enumeración de los mandamientos:
- Halajot Gedolot ("Grandes Leyes"), que se cree fue escrito por el rabino Simeón Kayyara (el Bahag, autor de las Halajot Gedolot) es la enumeración más antigua que existe de las 613 mitzvot.[15]
- Sefer ha-Mitzvoth ("Libro de los Mandamientos") del rabino Saadia Gaon. Escrito durante el período de los Geonim, la obra de Saadia es una simple lista (aunque posteriormente fue ampliada por el rabino Yerucham Fishel Perlow).
- Sefer Hamitzvot ("Libro de los Mandamientos") de Maimónides, con un comentario de Najmánides. Maimónides emplea un conjunto de catorce reglas (shorashim) que determinan la inclusión en la lista. En esta obra, apoya su especificación de cada mitzvá mediante citas del midrash halakha y de la Gemara. Najmánides hace una serie de puntualizaciones críticas y sustituye algunos puntos de la lista por otros.[16]
- Sefer ha-Chinnuch ("Libro de la Educación"). Esta obra sigue en general el cómputo de Maimónides de los 613 mandamientos.  Además de enumerar los mandamientos y dar una breve visión general de las leyes pertinentes, el Sefer ha-Chinuch también trata de explicar las razones filosóficas detrás de las mitzvot. Se ha atribuido a varios autores, el más común el rabino Aaron ha-Levi de Barcelona (el Ra'ah), aunque se desconoce su verdadera autoría.
- Sefer Mitzvot Gadol o SMaG ("Gran libro de Mandamientos") del rabino Moisés ben Jacob de Coucy.
- Sefer ha-Mitzvoth por el rabino Yisrael Meir Kagan (el "Chafetz Chaim). La obra del Chafetz Chaim sigue el cómputo de Maimónides, pero sólo da los mandamientos relevantes en la actualidad. En particular, esta lista omite los mandamientos relativos al servicio en el templo, la pureza ritual, los sacrificios, etcétera. Aunque la obra original incluía sólo los mandamientos pertinentes en todos los lugares y en todos los tiempos, las ediciones posteriores incluyen leyes agrícolas pertinentes hoy sólo en la Tierra de Israel.

### Obras en las que el número de mandamientos no es 613
- Sefer Yereim por Eliezer ben Samuel enumera sólo 417 mandamientos (incluyendo mandamientos sólo aplicables cuando el Templo estaba en pie).[12]
- Menahem Recanati, en su libro Taamei haMitzvot, contó 250 mandamientos positivos y 361 negativos, para un total de 611. Estos 611 incluyen los dos mandamientos de HE, lo que indica que esta lista es incompatible con el enfoque de R' Hamnuna en el Talmud (quien dijo que de los 613 mandamientos, los dos en Éxodo 20:2 fueron dados directamente por Dios, y los 611 restantes a través de Moisés).[12]>
- Sefer Mitzvoth Katan, del rabino Isaac de Corbeil, enumeró 320 mandamientos aplicables en la actualidad. Para llegar a un total de 613, habría que añadir 293 mandamientos aplicables sólo mientras existió el Templo. Como el número de mandamientos aplicables sólo en el Templo parece ser mucho menor que 293 (por ejemplo, Sefer haHinuch sólo contaba 201 mandamientos de este tipo), parece que el recuento total de mandamientos sería probablemente inferior a 613.[12]
- Según Asael Ben-Or, el comentario de Gersonides a la Torá indica que contó un total de 513 mandamientos.[12]